# Teen Titans Go!
Teen Titans Go! (No Brasil, Jovens Titãs em Ação) é uma revista em quadrinhos, publicada pela DC Comics, baseada na série de TV Os Jovens Titãs. O título foi no Brasil publicado pela editora Panini Comics como Jovens Titãs.
No Brasil a  revista vinha com histórias adicionais baseadas nas séries The Batman e Liga da Justiça Sem Limites.
Em 2010, foi anunciado que o título voltaria a ser publicado, desta vez pela Editora Abril.

## Série
Uma série foi criada com o mesmo titulo. Foi lançada no Brasil em 02/09/2013. A série mostra os mesmos personagens da série original, mas com formatos e aparência um pouco diferentes. A série tem objetivo cômico (comédia). As paredes e o cenário tem uma cor repetitiva, como as paredes da torre são quase todas azuis. Dando simplicidade ao desenho.         